# Schronisko Lewe
Schronisko Lewe – schron jaskiniowy znajdujący się na wzniesieniu Rogożowej Skały, w miejscowości Przeginia, w województwie małopolskim, w powiecie krakowskim, w gminie Jerzmanowice-Przeginia.

## Opis schroniska
Znajduje się u północnej podstawy skały Jednorożec, pod pęknięciem. Za otworem o północno-wschodniej ekspozycji znajduje się krótki korytarz (długość 3,8 m). Na jego ścianach i stropie brak nacieków, występują tylko niewielkie jamki wirowe świadczące o przepływie wód. Namulisko złożone ze skalnego rumoszu, a w początkowej części próchniczne.
Klimat schroniska jest uzależniony od środowiska zewnętrznego, ale jest bardziej wilgotny. Rozproszone światło dzienne dochodzi tylko do połowy długości korytarza. W tej oświetlonej części na ścianach schroniska rosną glony. Ze zwierząt występują muchówki i pająki sieciarze jaskiniowe.
Schronisko wytworzone jest w wapieniach z jury późnej. Zdaniem Adama Poloniusa układ i położenie Schroniska Lewego, Prawego i Środkowego w tej samej skalnej ostrodze wskazuje, że jest to jeden obiekt przez zawalisko podzielony na trzy części. Schronisko Lewe po raz pierwszy opisał A. Polonius w 2014 r., on też wykonał jego plan. Pomiary wykonali w lipcu 2014 roku M. Kozioł i A. Polonius.

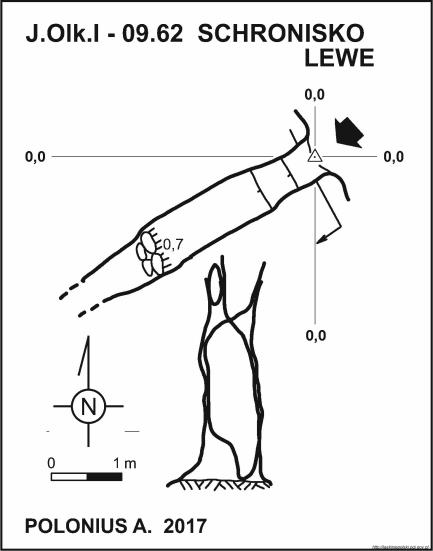
Plan